# Gerichtsbezirk Murau

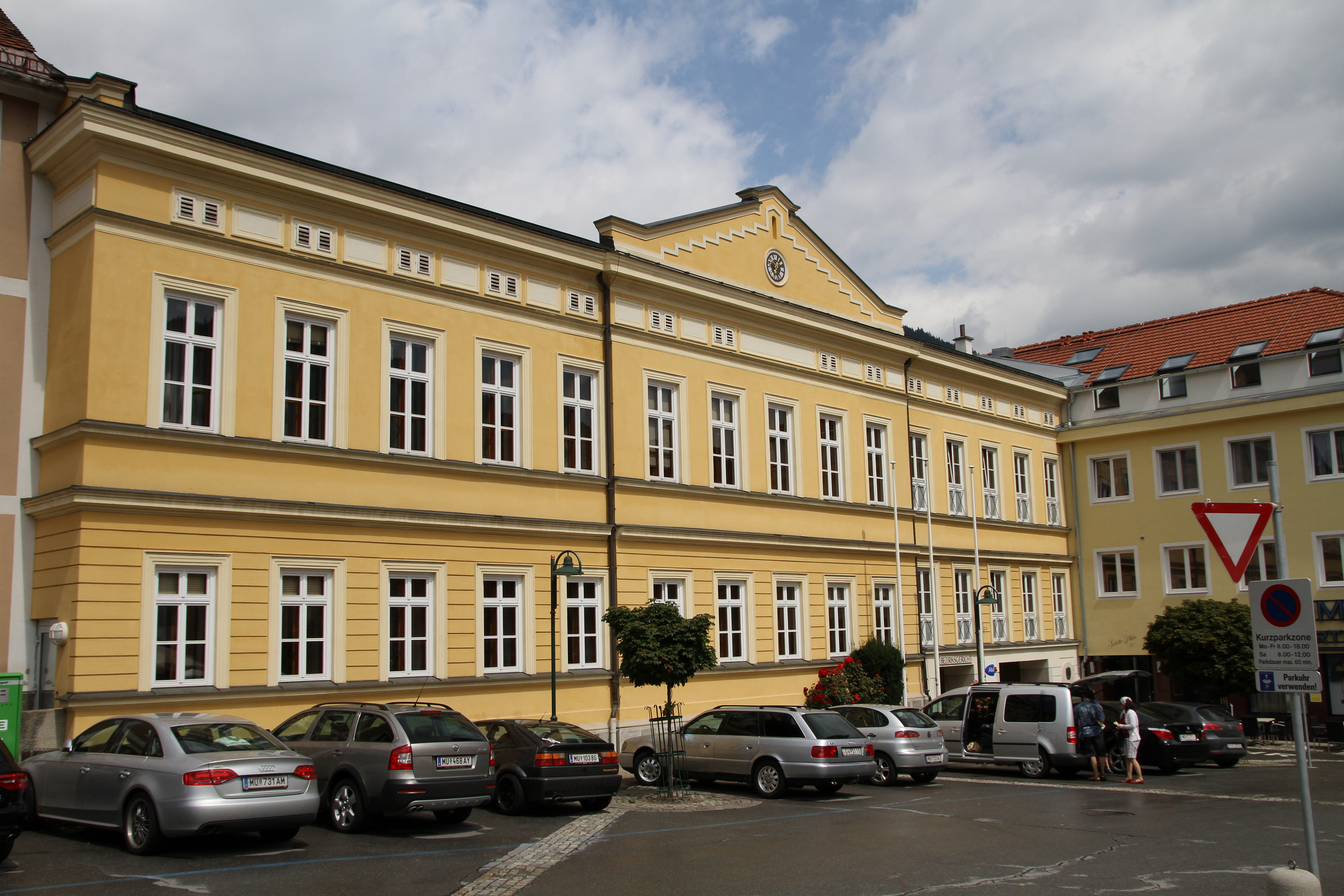
Bezirksgericht Murau

Der Gerichtsbezirk Murau ist ein dem Bezirksgericht Murau unterstehender Gerichtsbezirk im Bundesland Steiermark. Er ist der flächenmäßig zweitgrößte Gerichtsbezirk der Steiermark. 

## Geschichte
Der Gerichtsbezirk Murau wurde durch eine 1849 beschlossene Kundmachung der Landes-Gerichts-Einführungs-Kommission geschaffen und umfasste ursprünglich die 19 Gemeinden Einach, Falkendorf, Frojach, Krakaudorf, Krakauhintermühlen, Krakauschatten, Laßnitz, Lorenzen, Murau, Predlitz, Ranten, Rinegg, Schöder, Seebach, St. Ruprecht, Stadl, Stallbaum, Tratten und Triebendorf.
Der Gerichtsbezirk Murau bildete im Zuge der Trennung der politischen von der judikativen Verwaltung
ab 1868 gemeinsam mit den Gerichtsbezirken Neumarkt und Oberwölz den Bezirk Murau.
Von den nationalsozialistischen Verwaltungsänderungen blieb der Bezirk Murau verschont,
und auch die Größe des Gerichtsbezirks Murau ändert sich mit 734,03 km² zwischen 1849 und 2001 nicht.
Erst im Zuge der Zusammenlegung mehrerer Gerichtsbezirke durch die „Bezirksgerichte-Verordnung Steiermark“ der Bundesregierung wurden die benachbarten Gerichtsbezirke Neumarkt in Steiermark und Oberwölz aufgelöst. Der Gerichtsbezirk Murau übernahm in der Folge per 1. Juli 2002 vom Gerichtsbezirk Neumarkt in Steiermark die 13 Gemeinden Dürnstein in der Steiermark, Kulm am Zirbitz, Mariahof, Mühlen, Neumarkt in Steiermark, Perchau am Sattel, Sankt Blasen, Sankt Lambrecht, Sankt Lorenzen bei Scheifling, Sankt Marein bei Neumarkt, Scheifling, Teufenbach und Zeutschach sowie die sechs Gemeinden Niederwölz, Oberwölz Stadt, Oberwölz Umgebung, St. Peter am Kammersberg, Schönberg-Lachtal und Winklern bei Oberwölz vom Gerichtsbezirk Oberwölz.
Mit Wirkung ab 1. Jänner 2015 wurde der Gerichtsbezirk aufgrund der Veränderungen im Rahmen der Gemeindestrukturreform in der Steiermark in der „Bezirksgerichte-Verordnung Steiermark 2015“ neu definiert.

## Gerichtssprengel
Seit Jänner 2015 ist der Gerichtssprengel durch das Gebiet folgender 14 Gemeinden definiert: Krakau, Mühlen, Murau, Neumarkt in der Steiermark, Niederwölz, Oberwölz, Ranten, Sankt Georgen am Kreischberg, Sankt Lambrecht, Sankt Peter am Kammersberg, Scheifling, Schöder, Stadl-Predlitz, Teufenbach-Katsch.
Er ist somit mit dem Bezirk Murau deckungsgleich.